# Antonio Grassi (beato)
Antonio (al secolo Vincenzo) Grassi (Fermo, 13 novembre 1592 – Fermo, 13 dicembre 1671) è stato un presbitero oratoriano italiano, beatificato da papa Leone XIII nel 1900.

## Biografia
Membro di una facoltosa famiglia, nel 1609 Vincenzo Grassi entrò nella congregazione di Fermo degli oratoriani, prendendo il nome di Antonio.
Fu ordinato sacerdote nel 1617; nel 1635 fu eletto superiore della congregazione di Fermo.
Fu un celebre confessore, un ascoltato consigliere e mediatore tra fazioni in conflitto.

## Culto
Fu beatificato il 30 settembre 1900 da papa Leone XIII.
Il suo elogio si legge nel Martirologio romano al 13 dicembre:
La Congregazione dell'Oratorio di San Filippo Neri lo celebra il 15 dicembre.